# Харо
Харо (англ. Haro) — річка в пакистанській провінції Хайбер-Пахтунхвіе. В ріґведі називається Арджикія (Arjikiya).
Протікає поруч із містом Абботтабад. На річка побудована плотина Ханпур, що забезпечує водою столицю країни Ісламабад. Впадає в річку Інд біля плотини гідроелектростанції Ghazi Barotha, в 30 км південніше міста Атток. Не судноплавна.